# Zoungbomè
Zoungbomè ist ein Arrondissement im Departement Ouémé in Benin. Es ist eine Verwaltungseinheit, die der Gerichtsbarkeit der Kommune Akpro-Missérété untersteht.

## Demographie
Gemäß der Volkszählung von 2013 hatte Zoungbomè 13.581 Einwohner, davon waren 6429 männlich und 7152 weiblich.

## Geographie
Das Arrondissement liegt als Teil des Departements Ouémé im Süden Benins.

## Verwaltung
Zoungbomè setzt sich aus acht Dörfern zusammen:
1. Ahouandji
2. Allagba
3. Houèzounmè-Kpèvi
4. Koudjannada
5. Kpanou-Kpadé
6. Kpolè
7. Zoungbomè
8. Zoungbomè Kpadjrakanmè